# Phyllonorycter muelleriella
Phyllonorycter muelleriella là một loài bướm đêm thuộc họ Gracillariidae. Nó được tìm thấy ở Các nước Baltic đến Pyrenees, Ý và Hy Lạp và từ Đảo Anh đến trung tâm và miền nam Nga.
Sải cánh dài khoảng 8 mm. Con trưởng thành bay vào tháng 5 và một lần nữa vào tháng 8 làm hai đợt mỗi năm.
Ấu trùng ăn Quercus cerris, Quercus petraea, Quercus pubescens và Quercus robur. Chúng ăn lá nơi chúng làm tổ.